# Gornji Martijanec
Gornji Martijanec falu Horvátországban, Varasd megyében. Közigazgatásilag Martijanec község része.

## Fekvése
Varasdtól 15 km-re délkeletre, községközpontjától 3 km-re délnyugatra a Drávamenti-síkság szélén fekszik.

## Története
1857-ben 47, 1910-ben 247 lakosa volt. 1920-ig Varasd vármegye Ludbregi járásához tartozott. 
2001-ben a falunak 22 háza és 54 lakosa volt.

## Nevezetességei
A „Pri Gomili” régészeti lelőhely körülbelül 2 km-re délre található Donji Martijanectől, annak az útnak a mentén, amely a településtől Gornji Martijanecig vezet. A „Pri Gomili” helynév egy sírhalom környékét jelenti, amely a kora vaskor egyik nagyméretű sírdombja. Korát az i. e. 8. század és az i. e. 5. század közötti időszakra teszik. A régészeti lelőhely egy magaslat, amely keleti oldalán egy meredek és szabályos lejtőben ér véget. A lelőhely központi része a Gomila (Gamula) egy óriási tumba, amelynek átmérője körülbelül 80 méter, magassága pedig körülbelül 15 méter, amelynek tetején jól látható sérülések vannak. A halom körüli mezőkön helyszíni szemle során korai vaskori kerámiák felszíni leleteit  találták. A lelőhely védettséget élvez, örökségvédelmi jegyzékszáma: Z-2948.